# Paolo Isotta
Paolo Isotta (Napoli, 18 ottobre 1950 – Napoli, 12 febbraio 2021) è stato un critico musicale, musicologo e scrittore italiano.

## Biografia
Figlio di un avvocato civilista, frequentò il liceo classico Umberto I di Napoli e poi le facoltà di Lettere e di Giurisprudenza dell'Università di Napoli Federico II. Studiò pianoforte con Vincenzo Vitale e composizione con Renato Parodi e Renato Dionisi.
Nel 1971 ottenne una cattedra come professore straordinario al Conservatorio Francesco Cilea di Reggio Calabria, per poi diventare ordinario a Torino e poi a Napoli; nel 1994 lascerà l'insegnamento «per progressiva intolleranza verso gli allievi attuali». Nel gennaio 2019 il Conservatorio di Musica "San Pietro a Majella" di Napoli lo decretò Professore Emerito (protocollo n. 4978). 
Nel 1974 venne assunto come critico musicale al neonato Il Giornale di Indro Montanelli. Nel 1980 passò al Corriere della Sera, dove subentrò all'allora titolare Duilio Courir, del quale era stato "vice", e continuò la sua attività di critico fino al 2015; diversi furono in questi anni gli appelli da parte dei salotti di sinistra per allontanare Isotta dal Corriere. Durante gli anni '80 diresse con Piero Buscaroli le collane Musica e Storia per Mondadori e La Musica per Rusconi. Nel 1981 firma la biografia di Dino Ciani per il Dizionario biografico degli italiani dell'Enciclopedia Treccani.
Nel corso della sua attività di giornalista musicale, accanto agli elzeviri pubblicati in larga parte sul Corriere della Sera, per i quali nel 1990 fu insignito del Premiolino, scrisse diversi saggi di storia della musica e musicologia; tra i libri, I diamanti della corona (1974), primo libro in assoluto dedicato alle opere serie di Gioachino Rossini, e Il ventriloquo di Dio (1983), presentato dal germanista Giorgio Zampa, sull'influenza della musica nelle opere di Thomas Mann. Nel 1992 presentò nove puntate, su Rai 3, della serie Grandi interpreti, dedicate al direttore d'orchestra rumeno Sergiu Celibidache.
Nel 2013 pubblicò un articolo fortemente critico verso Daniel Harding e, indirettamente, Claudio Abbado, a seguito del quale Stéphane Lissner, sovrintendente del Teatro alla Scala di Milano, lo dichiarò "persona non gradita".
Il 16 ottobre 2015 annunciava sulle colonne del Corriere la fine della sua collaborazione al giornale milanese: «Torno a essere un musicista e null'altro che questo. Col presente articolo si chiude la mia attività di critico musicale svolta per più di quarantadue anni». Dichiarò quindi di dedicarsi solo allo studio e alla scrittura di nuovi libri. In seguito, ha prodotto nuove opere saggistiche su Verdi, Paisiello, Wagner, la storia dei Conservatori napoletani (De Parthenopes musices disciplina. L'educazione musicale a Napoli dal Medio Evo ai giorni nostri, Napoli, 2018),
Rocco Pagliara, Donizetti, Rossini, ancora Verdi, i sentimenti degli animali in musica e letteratura (Meeting "Le due culture", settembre 2016; Il canto degli animali. I nostri fratelli e i loro sentimenti in musica e in poesia, Marsilio, 2017), La dotta lira. Ovidio e la musica (Marsilio, 2018).
Dal 21 ottobre 2015 iniziò la sua collaborazione su Il Fatto Quotidiano, dove scrisse di musica, cultura, politica e costume. Dal 2018 collaborò anche con il quotidiano Libero.
Alcuni suoi libri  sono stati elogiati da personalità della cultura e dell'arte, come Isaiah Berlin, Giorgio Zampa, Gregorio Sciltian, Roman Vlad, Gennaro Sasso, Aldo Masullo, Luigi Baldacci, Emanuele Severino, Raffaele La Capria, Ortensio Zecchino, Vincenzo Scotti, Ciriaco De Mita, Gerardo Bianco, Giuseppe Galasso, Fulvio Tessitore, Alessandro Barchiesi, John. A. Rice, Otto Biba, Quirino Principe. 
Nel settembre 2017 gli fu conferito il Premio "Isaiah Berlin" per altissimi meriti culturali, dopo Mario Vargas Llosa, Ralf Dahrendorf, Amartya Sen,  Giuseppe Galasso, Giovanni Sartori, Andrea Carandini ed altri. 
Fu iscritto al Partito Radicale e all'Associazione "Luca Coscioni". Dal febbraio 2019 fu professore Emerito del Conservatorio San Pietro a Majella di Napoli. 
Morì improvvisamente il 12 febbraio del 2021, all'età di 70 anni.
Il consiglio comunale di Napoli, all'unanimità, gli ha dedicato una targa nel foyer del Teatro San Carlo.

## Opere

### Saggi
- Antonio Caldara: problemi e prospettive, Firenze, Leo S. Olschki, 1971.
- I diamanti della corona. Grammatica del Rossini napoletano, Torino, UTET, 1974
- I sentieri della musica, Milano, Arnoldo Mondadori Editore, 1979.
- Un incontro al vertice. Mozart e il "Messia" di Haendel, Milano, 1980
- Dixit Dominus Domino meo. Struttura e semantica in Händel e Vivaldi, Milano, Edizioni Internazionali di Musica Sacra, 1980.
- Per una lettura de "Il Turco in Italia" di Rossini, 1984
- Il ventriloquo di Dio: Thomas Mann e la musica nell'opera letteraria, presentazione di Giorgio Zampa, Milano, Rizzoli, 1983.
- Le ali di Wieland. Sette temi musicali, Milano, Rizzoli, 1984.
- Trasposizioni pianistiche di Paganini, in "Atti del Congresso Internazionale di Studi paganiniani", Genova, 1984.
- Protagonisti della musica, Milano, Longanesi, 1988.
- Victor De Sabata. Un compositore, Milano, 1992.
- Omaggio a Renata Tebaldi, Milano, 2002.
- La virtù dell'elefante. La musica, i libri, gli amici e San Gennaro, Collana Gli specchi, Venezia, Marsilio Editori, 2014, ISBN 978-88-317-1939-1. Premio Acqui Storia 2015
- Altri canti di Marte. Udire in voce mista al dolce suono, Collana I nodi, Venezia, Marsilio Editori, 2015, ISBN 978-88-317-2181-3.
- Les Vepres siciliennes: Verdi e il trionfo dell'amor paterno (in lingua croata); Zagabria, 2015
- Un quinto angelo di nome Leonora, Venezia, Edizioni del Teatro La Fenice, 2016
- Otello: Shakespeare, Napoli, Rossini, Napoli, Edizioni del Teatro San Carlo, 2016.
- Paisiello e il mito di Fedra, Napoli, "Quaderni di Napoli nobilissima", 2016. Premio "Giovanni Paisiello" 2017.
- Jérusalem. Verdi et la persécution de l'honneur, Liegi, Opéra Royale de Wallonie, 2017.
- Martucci, Rocco Pagliara e la rosa dei venti wagneriana: Bayreuth, Parigi, Napoli, "Napoli nobilissima", 2017
- L'estetica della Bellezza nei "Meistersinger von Nuernberg" di Wagner, Ariano Irpino, Edizioni Biogem,  2017.
- Il canto degli animali. I nostri fratelli e i loro sentimenti in musica e in poesia, Collana Meteore, Venezia, Marsilio, 2017, ISBN 978-88-317-2827-0.
- De Parthenopes musices disciplina, Napoli, edizioni arte-m, 2018.
- "Non si pasce di cibo mortale chi si pasce di cibo celeste". Il convito e la fame tra mito, musica, poesia e teatro napoletano, Ariano Irpino, Edizioni Biogem, 2018.
- La dotta lira. Ovidio e la musica, Collana Biblioteca, Venezia, Marsilio, 2018, ISBN 978-88-317-4298-6. Premio Napoli 2019
- La tradizione napoletana dei Responsori per la Settimana Santa. Tenebra della Passione e luce di Leonardo Leo, "Napoli nobilissima", 2018.
- Rossini 1868-2018. Schizzo per un ritratto, Roma,  2018
- La rivoluzione estetica del "Rigoletto", Roma, 2019
- Cosmo, musica e uomo nel mondo classico e in Dante, Ariano Irpino, Edizioni Biogem, 2019.
- Verdi a Parigi, Collana Biblioteca, Venezia, Marsilio, 2020, ISBN 978-88-297-0338-8.
- San Totò, Collana Gli specchi, Venezia, Marsilio, 2021, ISBN 978-88-297-0989-2.

### Introduzioni e prefazioni
- Giorgio Locchi, Wagner, Nietzsche e il mito sovrumanista, con un saggio introduttivo di Paolo Isotta, Napoli, Akropolis, 1982.
- Richard Wagner, L'opera d'arte dell'avvenire, con un saggio introduttivo di Paolo Isotta, Milano, Rizzoli, 1983.
- Franz Liszt, Lohengrin e Tannhäuser di Richard Wagner, introduzione di Paolo Isotta, Milano, Mondadori, 1983.
- Thomas Mann, Scritti su Wagner, introduzione di Paolo Isotta, Milano, Mondadori, 1984.
- Sara Zurletti, Amore luminoso, ridente morte : il mito di Tristano nella Morte a Venezia di Thomas Mann, prefazione di Paolo Isotta, Roma, Castelvecchi, 2016.

### Curatele
- Gioacchino Rossini, Mosè in Egitto, a cura di Paolo Isotta, Torino, UTET 1974
- Henry Barraud, Berlioz, a cura di Paolo Isotta, Milano, Rusconi, 1978.
- Joseph Edward Dent, Il teatro di Mozart, a cura di Paolo Isotta, Milano, Rusconi, 1979.
- Curt Sachs, Storia degli strumenti musicali, a cura di Paolo Isotta, Milano, Mondadori, 1980.
- F. Manfred Bukofzer, La musica barocca, a cura di Paolo Isotta, Milano, Rusconi, 1982.
- Friedrich Blume, Storia della musica, a cura di Paolo Isotta, Milano, Mondadori, 1984.